# Les Enquêtes de Mirette
 (septembre 2020).
Si vous disposez d'ouvrages ou d'articles de référence ou si vous connaissez des sites web de qualité traitant du thème abordé ici, merci de compléter l'article en donnant les références utiles à sa vérifiabilité et en les liant à la section « Notes et références ».
Les Enquêtes de Mirette est une série télévisée d'animation franco-espagnole basée sur une série de livres d'images de l'auteure Fanny Joly et publiée aux Éditions Sarbacane. Laurent Audouin illustrait les livres, qui a fait ses débuts en 2008. Le dessin animé est apparu sur TF1 le 6 novembre 2016 et est présenté comme la « première comédie policière de voyage ».

## Personnages
- Mirette : une fille française de dix ans qui veut être la plus grande détective du monde de moins de douze ans. Elle préfère utiliser la technologie traditionnelle pour résoudre des mystères.
- Jean-Pat : un chat féru de technologie et paresseux qui est le principal partenaire de Mirette dans leurs aventures.
- Détective Mollo : un détective qui a une performance peu fiable dans son travail.
- Sophie Scoop : une fille de treize ans qui est la meilleure amie de Mirette et qui veut devenir journaliste. Elle est également la fan numéro un de Jean-Pat.
- Le Grand Vilain International (GVI) : seul membre de l'organisation secrète FPECTRE, il veut transformer le monde en un parcours de minigolf géant et tente de nuire à Mirette. Il a un chien nommé Gérard.

## Distribution
- Anaïs Delva : l'interprète du générique
- Marie Facundo : Mirette
- Benoît Du Pac : Jean-Pat
- Frédéric Souterelle : Détective Mollo
- Audrey Sablé : Sophie Scoop
- Hervé Grull
- Jérémy Prévost
- Corinne Martin
- Martial Le Minoux

## Production
Les Enquêtes de Mirette était l'un des projets lancés lors de l'événement d'animation européen Cartoon Forum en 2013. La production a commencé en octobre 2014. Il a été produit par Cyber Group Studios et KD Productions. 

## Diffusion
| Pays      | Chaîne                          |
| --------- | ------------------------------- |
| Allemagne | WDR                             |
| Belgique  | VRT                             |
| Espagne   | TV3                             |
| France    | TF1, Télétoon+, Canal J, Canal+ |
| Pologne   | Teletoon+                       |
| Suède     | Sveriges Television             |
| Suisse    | RTS                             |